# Matías Oyola
Matías Damián „Pony” Oyola (ur. 15 października 1982 w Río Cuarto) – ekwadorski piłkarz pochodzenia argentyńskiego występujący na pozycji defensywnego pomocnika, obecnie zawodnik Barcelony SC.

## Kariera klubowa
Oyola pochodzi z miasta Río Cuarto w prowincji Córdoba i treningi piłkarskie rozpoczynał w tamtejszych amatorskich zespołach CD Boedo i San Lorenzo. Jako czternastolatek wyjechał do stołecznego Buenos Aires, gdzie dołączył do słynnej akademii juniorskiej tamtejszego giganta – CA River Plate. Jeszcze zanim został włączony do pierwszego zespołu, udał się na wypożyczenie do drugoligowego Defensores de Belgrano; tam jako kluczowy zawodnik ekipy spędził dwa lata, lecz na koniec sezonu 2004/2005 spadł z nim na trzeci poziom rozgrywek. Bezpośrednio po tym został wypożyczony na rok do beniaminka najwyższej klasy rozgrywkowej – klubu Gimnasia y Esgrima de Jujuy. W jego barwach 7 sierpnia 2005 w przegranym 1:4 spotkaniu z Boca Juniors zadebiutował w argentyńskiej Primera División, zaś premierowego gola w pierwszej lidze strzelił dokładnie miesiąc później w zremisowanej 1:1 konfrontacji z Arsenalem de Sarandí. W Gimnasii okazał się liderem zespołu i odkryciem rozgrywek – dał się poznać jako błyskotliwy środkowy pomocnik świetnie wykonujący stałe fragmenty gry.
W lipcu 2006 Oyola powrócił do River Plate, lecz z powodu ogromnej konkurencji w środku pola pozostawał w taktyce trenera Daniela Passarelli wyłącznie rezerwowym dla graczy takich jak Fernando Belluschi, Marcelo Gallardo, Ariel Ortega czy Oscar Ahumada. Zaledwie po pół roku powrócił w rodzinne strony, na zasadzie wypożyczenia zasilając Club Atlético Belgrano z miasta Córdoba, gdzie spędził pół roku, tworząc duet środkowych pomocników z Mario Bolattim. Na koniec rozgrywek 2006/2007 spadł z Belgrano do drugiej ligi, jednak sam pozostał na najwyższym szczeblu – za sumę 360 tysięcy dolarów przeszedł do stołecznego CA Independiente. Tam występował ze zmiennym szczęściem przez rok, lecz nie zdołał spełnić pokładanych w nim oczekiwań i został wypożyczony do Colónu Santa Fe. Jego graczem również pozostawał przez okres roku, mając pewną pozycję w wyjściowym składzie, nie odniósł jednak poważniejszych osiągnięć.
W lipcu 2009 Oyola został ściągnięty przez swojego rodaka Juana Manuela Llopa do prowadzonego przez niego najbardziej utytułowanego klubu w Ekwadorze – Barcelona SC z siedzibą w Guayaquil. W ekwadorskiej Serie A zadebiutował 18 lipca 2009 w przegranym 0:2 meczu z LDU Portoviejo, a pierwszą bramkę zdobył 5 sierpnia tego samego roku w zremisowanym 1:1 pojedynku z LDU Quito, bezpośrednio z rzutu wolnego. Z miejsca wywalczył sobie niepodważalną pozycję w pierwszej jedenastce, zostając jedną z niekwestionowanych gwiazd ligi ekwadorskiej. W późniejszym czasie został mianowany kapitanem drużyny i w tej roli w sezonie 2012 zdobył z Barceloną mistrzostwo Ekwadoru, będąc filarem ekipy prowadzonej przez Gustavo Costasa. Sam znalazł się wówczas w wybranej w oficjalnym plebiscycie najlepszej jedenastce sezonu.
W sezonie 2014, Oyola wywalczył z Barceloną wicemistrzostwo Ekwadoru; w tym samym roku po raz drugi został wybrany do najlepszej jedenastce ligi ekwadorskiej. We wrześniu 2015 doznał poważnej kontuzji – zerwał więzadła krzyżowe w prawym kolanie, wobec czego musiał pauzować przez kolejne osiem miesięcy. Po rekonwalescencji nie zajął mu jednak dużo czasu powrót do dawnej formy, gdyż już w sezonie 2016 jako lider poprowadził drużynę trenera Guillermo Almady do kolejnego mistrzostwa Ekwadoru (sam po raz kolejny znalazł się w najlepszej drużynie rozgrywek).

## Kariera reprezentacyjna
W lutym 2012 Oyola otrzymał z rąk prezydenta Rafaela Correi ekwadorskie obywatelstwo. Uprawniło go to do występów w reprezentacji Ekwadoru, do której został powołany cztery lata później przez selekcjonera Gustavo Quinterosa. W kadrze narodowej zadebiutował 11 października 2016 w zremisowanym 2:2 meczu z Boliwią w ramach Boliwią.